# Signal des Français
Signal des Français är en kulle i Schweiz. Den ligger i kantonen Neuchâtel, i den västra delen av landet, 70 km väster om huvudstaden Bern. Toppen på Signal des Français är 1 212 meter över havet.